# Beziehungen zwischen Bosnien und Herzegowina und den Vereinigten Staaten

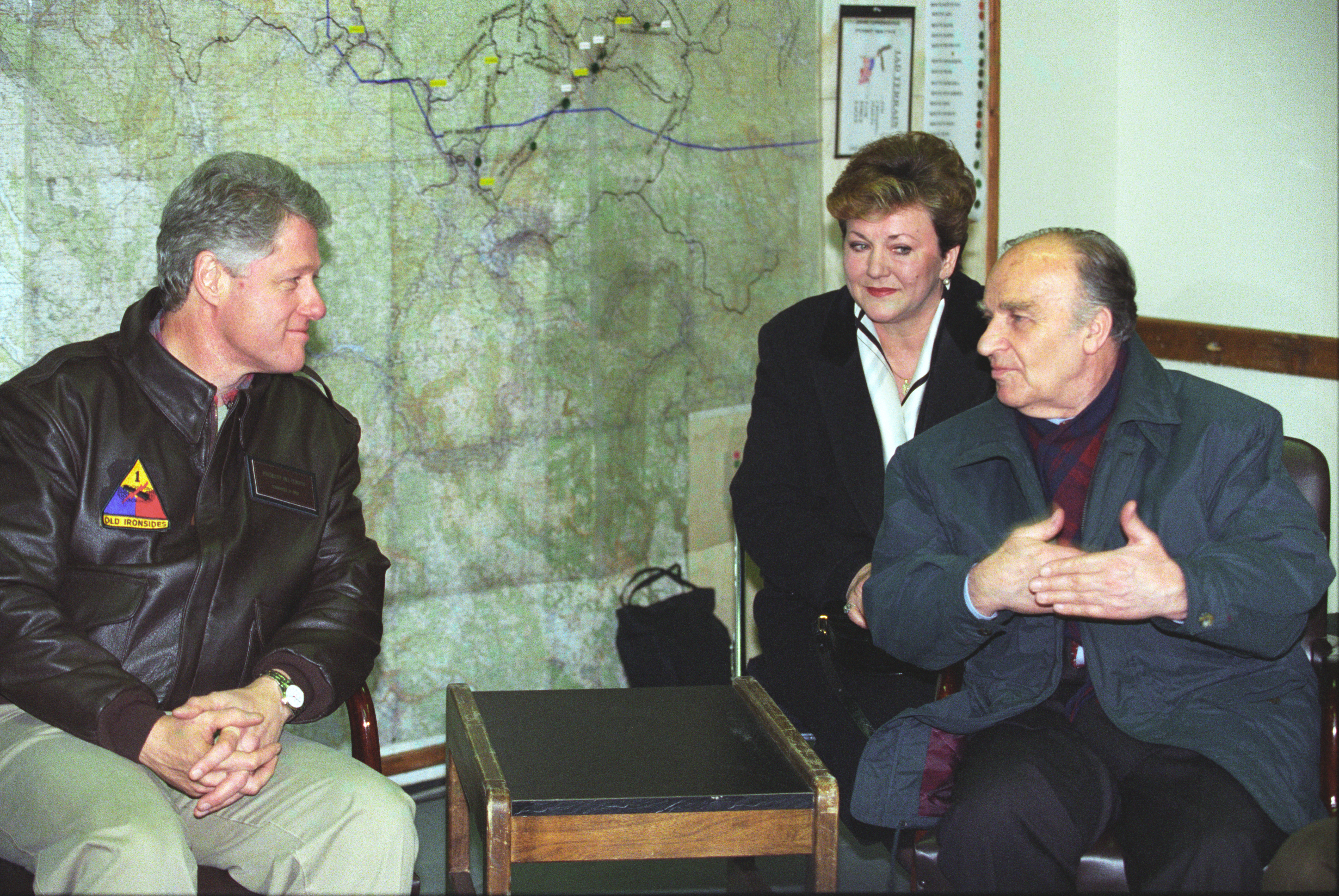
Bill Clinton mit Alija Izetbegović in Tuzla (1997)

Die Beziehungen zwischen Bosnien und Herzegowina und den Vereinigten Staaten bezeichnen das zwischenstaatliche Verhältnis zwischen Bosnien und Herzegowina und den Vereinigten Staaten von Amerika (USA). Beide Staaten unterhalten enge diplomatische, wirtschaftliche und kulturelle Kontakte. 
Die USA erkannten Bosnien und Herzegowina am 7. April 1992 als unabhängigen Staat an und nahmen am 6. August 1992 diplomatische Beziehungen auf. In dem von 1992 bis 1995 andauernden Bosnienkrieg spielten die USA eine entscheidende Rolle bei internationalen Vermittlungsbemühungen. Im Februar 1994 griff die NATO unter US-Führung erstmals in den Konflikt ein, nachdem Zivilisten in Sarajevo bei einem Granatenangriff getötet worden waren. Die Vereinigten Staaten trugen durch Druck auf Serbien maßgeblich dazu bei, dass der Krieg durch das von den USA ausgehandelte Abkommen von Dayton im Dezember 1995 beendet wurde. Anschließend beteiligten sich US-Truppen bis 2004 an der NATO-geführten SFOR-Friedensmission in Bosnien; ab 2004 übernahm die EU die militärische Stabilisierung mit der Operation EUFOR Althea. Die USA unterstützen Bosnien und Herzegowina seither politisch und finanziell bei der Friedenskonsolidierung und beim Staatsaufbau. Zwischen 1995 und 2024 investierte allein die amerikanische Entwicklungsbehörde USAID über 2 Milliarden US-Dollar in bosnische Wiederaufbau- und Entwicklungsprojekte.
Die kulturellen Beziehungen sind von intensivem Personenaustausch geprägt. Insbesondere die bosnisch-herzegowinische Diaspora in den USA trägt zu den bilateralen Verbindungen bei: Schätzungen zufolge leben etwa 350.000 Menschen bosnischer Abstammung in den Vereinigten Staaten. Die größte bosnische Gemeinde befindet sich in der Stadt St. Louis, wo infolge des Bosnienkriegs über 60.000 Bosnier und Herzegowiner angesiedelt wurden – die größte Ansammlung außerhalb Bosniens. Darüber hinaus bestehen Bildungs- und Jugendaustauschprogramme; unter anderem fördert die US-Regierung den Austausch von Studierenden und Fachkräften (z. B. Fulbright-Stipendien sowie das Jugendprogramm YES) zur Vertiefung der kulturellen Kontakte.
Auch militärisch arbeiten beide Staaten zusammen. 2005 unterstützten die USA die Zusammenführung der bis dahin nach Ethnien getrennten Teilstreitkräfte Bosniens in eine einheitliche bosnisch-herzegowinische Armee. Bosnien und Herzegowina trat 2006 dem NATO-Programm Partnerschaft für den Frieden bei und kooperiert seither sicherheitspolitisch eng mit den USA und westlichen Partnern. So entsandte das Land ab 2005 insgesamt rund 1000 Soldaten zu den von den USA geführten internationalen Einsätzen im Irakkrieg und in Afghanistan. Die Maryland National Guard übernahm 2003 eine offizielle Partnerschaft mit den bosnischen Streitkräften (State Partnership Program), und Hunderte bosnische Offiziere wurden über Austauschprogramme in den USA ausgebildet.
Die Wirtschaftsbeziehungen zwischen den USA und Bosnien-Herzegowina sind vergleichsweise gering. Im Jahr 2022 importierten die USA Waren im Wert von rund 96 Millionen US-Dollar aus Bosnien und führten gleichzeitig US-Produkte im Wert von etwa 512 Millionen Dollar nach Bosnien aus. Die Vereinigten Staaten machen damit lediglich gut 3 % der bosnischen Außenhandelsimporte aus und rangieren als Handelspartner weit hinter der EU, auf die rund zwei Drittel des bosnischen Handels entfallen. In Bosnien und Herzegowina sind einige amerikanische Unternehmen mit Niederlassungen vertreten, etwa Coca-Cola, Microsoft, Oracle, Pfizer oder Marriott.
Die USA unterhalten eine Botschaft in Sarajevo. Bosnien und Herzegowina verfügt über eine Botschaft in Washington, D.C. (2109 E Street NW) sowie ein Generalkonsulat in Chicago.